# Gabito Ballesteros
Gabriel Ballesteros Abril, detto Gabito (Cumpas, 23 luglio 1999), è un cantante messicano.

## Biografia
Gabito Ballesteros si è fatto conoscere dopo aver collaborato con Junior H nel brano di successo Vamos para arriba (2022), certificato quintuplo platino latino dalla Recording Industry Association of America per le 300 000 unità vendute. AMG (2022), settuplo platino latino per aver accumulato 420 000 unità, ha segnato la sua prima numero uno nella Mexico Songs, nonché il suo primo ingresso nella top 40 della Billboard Hot 100. Lady Gaga, invece, è in collaborazione con Peso Pluma e Junior H, è diventata la sua seconda numero uno nella hit parade messicana di Billboard e la sua miglior entrata nella Hot 100 statunitense (35º posto).
Nell'aprile 2024 si è conteso due Latin American Music Awards, mentre nel mese seguente è avvenuta la pubblicazione del suo album in studio d'esordio, intitolato The GB; promosso dall'omonima tournée, l'LP ha fatto l'entrata alla 65ª posizione della Billboard 200. Il disco ha prodotto gli estratti Lou Lou ed El boss, rispettivamente il terzo e quarto ingresso dell'artista nella top ten messicana.

## Discografia

### Album in studio
- 2024 – The GB

### Album dal vivo
- 2020 – En vivo desde Hermosillo
- 2021 – De mis favoritas (En vivo) Vol. 1
- 2023 – SS23 (con Remmy Valenzuela)

### Singoli
- 2018 – Por qué sera? (con Daniel Flores)
- 2020 – El rompecabezas (con Aldo Trujillo)
- 2020 – Fuentes de Ortiz
- 2021 – Levemente (con Alex Quintero)
- 2022 – El chamán
- 2022 – El sereno
- 2022 – Vamos para arriba (con Junior H)
- 2022 – El piquetito (con Ivan Orozco)
- 2022 – Veneno (con Grupo Los de la O)
- 2022 – El puma (con Compa Steve)
- 2022 – Se me quedan viendo raro (con Los Gemelos de Sinaloa)
- 2022 – Y si me miran (con Natanael Cano e Luis R Conriquez)
- 2022 – AMG (con Natanael Cano e Peso Pluma)
- 2023 – Puro pa' delante
- 2023 – Cosas claras, cosas buenas (con Tito Torbellino Jr e Natanael Cano)
- 2023 – Dante (con Calle 24)
- 2023 – Vete ya (con i Fuerza Regida)
- 2023 – Si esta botella hablara (con Edgardo Nuñez)
- 2023 – La bolsa Gucci (con Miguel Cornejo)
- 2023 – Ya corazón (con Junior H)
- 2023 – El tsurito (con Junior H e Peso Pluma)
- 2023 – Paso a pasito (con le Conexión Divina)
- 2023 – Fendi
- 2023 – Ando sad (con i Marca MP)
- 2023 – Bélico enamorado (con DannyLux)
- 2023 – Saquen plan (con David Ornelas)
- 2023 – Seguimos bateando (con Luis R Conriquez e Chicho Castro y Sus Alia2)
- 2023 – El flakito (con Uriel Gaxiola)
- 2023 – No se va poder (con Tito Torbellino Jr e Remmy Valenzuela)
- 2023 – La mamoncita del Insta (con Luis R Conriquez)
- 2023 – La nena (con Becky G)
- 2023 – La pelinegra (con La Adictiva)
- 2023 – Me liberé (con i Piso 21)
- 2023 – Mood malandro (con i Código FN)
- 2023 – Skin de bandida (con Óscar Maydon e Junior H)
- 2023 – Lou Lou (con Natanael Cano)
- 2023 – A puro dolor
- 2023 – Tendido (con Tito Double P)
- 2023 – Tipo Gatsby (con Óscar Maydon e Natanael Cano)
- 2023 – Otra noche (con Grupo Firme)
- 2023 – Elvira (con Óscar Maydon e Chino Pacas)
- 2024 – Proyecto x (con Natanael Cano)
- 2024 – Un shot (con Wisin)
- 2024 – Saudade (con Ana Castela)
- 2024 – Un idiota
- 2024 – El boss (con Natanael Cano)
- 2024 – Porque te vas (con Victor Cibrian)
- 2024 – Tunechi (con Chino Pacas)
- 2024 – Sin Yolanda (con Peso Pluma)
- 2024 – Rococo (con Óscar Maydon)
- 2024 – Bonus Track (con Joan Sebastian)
- 2024 – Superstar (con Juanchito)
- 2024 – Sin querer queriendo (con gli Herencia de Grandes)
- 2024 – Pienso en ella (con Grupo Frontera)
- 2024 – El gabacho (con Neton Vega e Código FN)
- 2024 – Presidente (con Natanael Cano, Neton Vega e Luis R. Conriquez)
- 2024 – Ese vato no te queda (con Carín León)
- 2024 – Mono verde
- 2024 – Las minitas (con Victor Cibrian)
- 2025 – Que pedo (con Eddy)
- 2025 – 7 días (con Tito Double P)
- 2025 – Perdido
- 2025 – Cleopatra

## Tournée
- 2024 – The GB Tour